# Тайбэй
Тайбэ́й (кит. трад. 臺北, упр. 台北, пиньинь Táiběi, хокло Tâi-pak) — столица Китайской Республики (властями Китайской Республики официально именуется «местом временного пребывания правительства Китайской Республики на время коммунистического мятежа»). Согласно точке зрения руководства КНР Тайбэй — столица провинции Тайвань в составе КНР.
В 2003 году в Тайбэе был построен один из самых высоких небоскрёбов мира — Тайбэй 101. Тайбэй — важнейший образовательный центр Тайваня. Среди учебных заведений наиболее известен Национальный университет Тайваня. Тайбэй — также крупнейший центр средств массовой информации Тайваня.

## Этимология
Начальный элемент топонима тай — от названия «Тайвань», бэй — «север, северный», то есть «город на севере Тайваня».

## История
Вплоть до XVIII века в районе современного Тайбэя проживали представители народности кетагалан. Китайцы (главным образом из провинции Фуцзянь) начали селиться здесь в 1709 году. На конец XIX века Тайбэй стал основным китайским поселением в северном Тайване; особенное экономическое значение приобрёл порт Тамсуй на берегу Тайваньского пролива, главным образом благодаря экспорту чая. В 1875 году северная часть острова была выделена из-под юрисдикции Тайваньской управы, образовав новую управу — Тайбэйскую. В 1886 году, когда Тайвань провозглашается провинцией Китая, Тайбэй становится столицей этой провинции. Всё, что осталось от старого города времён империи Цин — это северные ворота. Западные ворота и городские стены были снесены во времена управления Японией, а южные и восточные ворота — сильно изменены уже при правлении Гоминьдана, потеряв свой первоначальный облик.
Тайвань отошёл Японии в рамках Симоносекского договора 1895 года. Тайбэй, называемый по-японски Тайхоку (Тайкоку), становится после этого административным центром японского колониального правительства. Во время нахождения острова под управлением Японии город приобретает многие черты административного центра, включая общественные здания и жильё для государственных служащих. В 1920 году Тайвань был разделён на префектуры, и город вошёл в состав префектуры Тайхоку; в 1938 году Тайбэй был расширен путём присоединения к нему деревни Мацуяма (современный район Суншань). В 1935 году в Тайхоку была проведена пропагандистская выставка, посвящённая «достижениям колониального хозяйства». После капитуляции Японии в 1945 году Тайвань был возвращён Китайской республике.
7 декабря 1949 года гоминьдановское правительство во главе с Чан Кайши, будучи вынужденным покинуть материковый Китай в результате Гражданской войны, объявило Тайбэй временной столицей Китайской республики при официальной столице в городе Нанкин. В последующие десятилетия город значительно разросся. В 1967 году Тайбэй получил статус города центрального подчинения; тогда к Тайбэю были присоединены такие районы, как Шилинь, Бэйтоу, Нэйху, Наньган, Цзинмэй и Мучжа. При этом площадь Тайбэя была увеличена почти в 4 раза, а население возросло до 1,56 млн человек. К середине 1970-х годов население составляло уже около 2 млн человек; позже темпы роста уменьшились и население стало довольно стабильным к середине 1990-х. Тем не менее Тайбэй остаётся одним из наиболее густонаселённых городов мира, а население продолжает расти в прилегающих к городу районах, в частности — в коридоре между Тайбэем и портом Цзилун на северо-востоке. В 1990 году 16 районов города были объединены в современные 12 административных районов.

## Достопримечательности
Одной из основных достопримечательностей Тайбэя можно считать мемориал Чан Кайши — архитектурный комплекс в традиционном китайском стиле в память генералиссимусу и бывшему президенту Китайской республики. Перед мемориалом Чан Кайши находятся Национальный театр и Национальный концертный холл, которые расположены соответственно на южном и северном концах площади Свободы. Вся площадь находится в поле зрения из Президентского дворца. Другой известный памятник столицы Тайваня — мемориал Сунь Ятсена, служащий культурным, общественным и образовательным центром. Стоит отметить также Музей Императорского Дворца, содержащий богатые коллекции живописи, каллиграфии, скульптуры, изделий из нефрита и фарфора, и научно-образовательный Астрономический музей Тайбэя.
Тайбэйский музей изобразительного искусства был открыт в 1983 году и представляет собой здание в стиле японского метаболизма. Здесь представлены главным образом произведения современных тайваньских художников, выполненные после 1940 года. В 2001 году в старом здании правительства города был также открыт Музей современного искусства. Национальный музей Тайваня — старейший на острове, был основан в 1908 году колониальным правительством во время управления страной японцами.
Известным атрибутом города является также небоскрёб Тайбэй 101 высотой 509,2 м (со шпилем). Это первое в мире здание, превысившее полукилометровый рубеж, высочайшее на Тайване и 10-е по высоте в мире. Тайбэй знаменит также своими ночными рынками, наиболее известный из них — рынок Шилинь. Тайбэйский зоопарк — крупнейший и самый старый на острове, был создан в 1914 году, во время нахождения острова под управлением Японии. Зоопарк расположен на северной оконечности города, в районе горы Яньшань; среди многих других животных здесь можно увидеть большую панду, коалу и пингвинов.
В городе имеется несколько буддийских и даосских храмов. Один из старейших храмов Тайбэя — Луншань, построенный в 1738 году и представляющий собой образец архитектуры с южнокитайским влиянием, что довольно обычно для наиболее старых зданий острова. Другой известный храм города — Баоань, построенный в начале XIX столетия. К нему примыкает Храм Конфуция, построенный по образцу оригинального Храма Конфуция в Цюйфу (китайская провинция Шаньдун) в 1879 году. Все эти храмы также включают влияния архитектуры провинции Фуцзянь.
Основные массовые празднества Тайбэя включают Праздник фонарей, Цинмин, Праздник драконьих лодок, Праздник середины осени, Китайский Новый год и другие.

## География и климат
Расположен в северной части острова, в Тайбэйской котловине. Ограничен реками Даньшуйхэ (на западе) и Синьдянь. Местность, в целом низменная в центральной части и на западе города повышается к югу, востоку и особенно — к северу, где она достигает высоты 1120 м (гора Цысин). Эта гора представляет собой наиболее высокий потухший вулкан острова и находится на территории национального парка Янмин. Северные районы города — Шилинь и Бэйтоу расположены уже к северу от реки Цзилун. Помимо Цысин, второй по высоте точкой в окрестностях Тайбэя является гора Датун (1092 м), также возвышающаяся к северо-востоку от города. К юго-востоку от Тайбэя располагаются холмы Суншань и ущелье Циншуй, представляющие собой густой лесной массив.
Климат города характеризуется как субтропический муссонный с жарким влажным летом и короткой мягкой зимой с частыми туманами. Годовой уровень осадков — около 2 405 мм, большая их часть выпадает в период с мая по сентябрь.
| Показатель                    | Янв. | Фев. | Март | Апр. | Май  | Июнь | Июль | Авг. | Сен. | Окт. | Нояб. | Дек. | Год  |
| ----------------------------- | ---- | ---- | ---- | ---- | ---- | ---- | ---- | ---- | ---- | ---- | ----- | ---- | ---- |
| Средний суточный максимум, °C | 17,7 | 17,8 | 20,3 | 24,5 | 27,0 | 30,0 | 32,2 | 31,8 | 30,1 | 26,8 | 22,5  | 19,4 | 25,0 |
| Средняя температура, °C       | 14,4 | 14,6 | 16,8 | 20,8 | 24,1 | 26,5 | 28,4 | 28,3 | 26,4 | 23,3 | 19,8  | 16,2 | 21,6 |
| Средний суточный минимум, °C  | 12,6 | 12,7 | 14,5 | 18,2 | 21,6 | 23,9 | 25,4 | 25,5 | 23,5 | 20,9 | 17,6  | 14,0 | 19,2 |
| Норма осадков, мм             | 103  | 193  | 212  | 128  | 214  | 200  | 113  | 117  | 151  | 104  | 97    | 81   | 1714 |
| Источник: World Climate       |      |      |      |      |      |      |      |      |      |      |       |      |      |

## Население
| 2 270 983 | ↗ 2 717 992 | ↘ 2 633 802 | ↗ 2 650 968 | ↗ 2 704 810 |

Население города составляет около 2 700 000 человек, население агломерации (Тайбэй-Цзилун) — 6 776 264 человек. На 2008 год уровень рождаемости составлял 7,88 ‰, а уровень смертности — 5,94 ‰. Важной проблемой города становится старение населения, на 2009 год доля населения в возрасте старше 65 лет составляет около 10 %. Доля горожан, получивших высшее образование составляет 43,48 %, а уровень грамотности населения — 99,18 %. Как и население других городов Тайваня, население Тайбэя представлено этническими группами хокло, хакка, китайцами (хань) и тайваньскими аборигенами.

## Экономика
Будучи столицей Китайской Республики, город является и центром стремительного развития страны и тайваньского экономического чуда. Несмотря на Азиатский финансовый кризис, экономика города продолжает расти примерно на 5 % в год при практически полной занятости и низкой инфляции. На 2007 год номинальный ВВП Тайбэя составил примерно 160 млрд. $, при этом ВВП всей агломерации города — около 260 млрд. $. ВВП на душу населения составляет 48 400$ США, что является вторым показателем в Азии после Токио, где ВВП на душу населения — 65 453$ США. Тем не менее, если брать город с пригородами и прилегающими районами, ВВП на душу населения составит лишь около 25 000$ США.
Тайбэй — важный промышленный центр. Важными отраслями являются производство электроники и компонентов, точных приборов, оборудования, текстиля и одежды, продуктов питания и др. Всё более весомое значение в экономике приобретают торговля, транспорт и банковский сектор. Туризм — небольшой, но тем не менее тоже довольно важный компонент экономики города.

## Транспорт
Важной частью общественного транспорта города является тайбэйский метрополитен, включающий 10 линий, 96 станций и 110 км путей. По данным на декабрь 2011 года система метрополитена перевозит около 1,66 млн пассажиров в день; тайбэйское метро начало действовать с 1996 года. Тайваньская высокоскоростная железная дорога соединяет Тайбэй с крупными городами на западном побережье острова: Таоюанем, Синьчжу, Тайчжуном, Цзяи и Тайнанем, заканчиваясь в Гаосюне. Поезда этой системы развивают скорость до 300 км/ч; таким образом, поездка от Тайбэя до Гаосюна на юге острова занимает всего 96 минут. Кроме того, Тайбэй связан обычными железными дорогами, идущими вдоль западного и восточного побережий острова, со многими городами страны.
Имеется обширная городская автобусная сеть, особенно важная для районов, не охваченных линиями метрополитена. Город обслуживается двумя аэропортами, основной из которых Тайвань-Таоюань, расположенный в уезде Таоюань. Это один из четырёх международных аэропортов острова, самый загруженный аэропорт Тайваня и один из наиболее загруженных в мире. Международные направления включают: Пусан, Пекин, Шанхай, Токио, Сеул, Куала-Лумпур, Манила, Бангкок, Гонконг, Осака, Сингапур, Ханой, Лондон, Амстердам, Париж, Хошимин, Лос-Анджелес и др. Второй аэропорт города — Тайбэй-Суншань, обслуживает главным образом внутренние рейсы и несколько международных направлений (Токио, Шанхай и некоторые другие).

## Административное деление
Тайбэй разделен на 12 районов. Наиболее заселенные: Даань, Суншань и Датун.
| Карта                                                                                    | Статус   | Название | Иероглифы     | Пиньинь | Население (2020) | Площадь (км²) |
| ---------------------------------------------------------------------------------------- | -------- | -------- | ------------- | ------- | ---------------- | ------------- |
| Бэйтоу Шилинь Нэйху Чжуншань Суншань Датун Чжунчжэн Ваньхуа Даань Синьи Наньган Вэньшань |          |          |               |         |                  |               |
| Район                                                                                    | Чжунчжэн | 中正區   | Zhōngzhèng qū |         |                  |               |
| Район                                                                                    | Датун    | 大同區   | Dàtóng qū     |         |                  |               |
| Район                                                                                    | Чжуншань | 中山區   | Zhōngshān qū  |         |                  |               |
| Район                                                                                    | Суншань  | 松山區   | Sōngshān qū   |         |                  |               |
| Район                                                                                    | Даань    | 大安區   | Dà'ān qū      |         |                  |               |
| Район                                                                                    | Ваньхуа  | 萬華區   | Wànhuá qū     |         |                  |               |
| Район                                                                                    | Синьи    | 信義區   | Xìnyì qū      |         |                  |               |
| Район                                                                                    | Шилинь   | 士林區   | Shìlín qū     |         |                  |               |
| Район                                                                                    | Бэйтоу   | 北投區   | Běitóu qū     |         |                  |               |
| Район                                                                                    | Нэйху    | 內湖區   | Nèihú qū      |         |                  |               |
| Район                                                                                    | Наньган  | 南港區   | Nángǎng qū    |         |                  |               |
| Район                                                                                    | Вэньшань | 文山區   | Wénshān qū    |         |                  |               |

## Международные отношения

### Города-побратимы
- Асунсьон, Парагвай (1987)[15]
- Атланта, США (1979)[15]
- Банжул, Гамбия (1997)[15]
- Бельмопан, Белиз (2019)[15]
- Бисау, Гвинея-Бисау (1997)[15]
- Бостон, США (1996)[15]
- Варшава, Польша (1995)[15]
- Версаль, Франция (1986)[15]
- Вильнюс, Литва (28 мая 1998)[16][17][…]
- Гватемала, Гватемала (1998)[15]
- Голд-Кост, Австралия (1982)[15]
- Гуам, США (1973)[15]
- Дакар, Сенегал (1997)[15]
- Даллас, США (18 ноября 1996)[16][18]
- Джидда, Саудовская Аравия (1978)[15]
- Индианаполис, США (1978)[15]
- Йоханнесбург, ЮАР (1982)[15]
- Кастри, Сент-Люсия (2018)[15]
- Кесон-Сити, Филиппины (1968)[15]
- Киев, Украина (30 марта 2023)[19]
- Кито, Эквадор (2016)[15]
- Кливленд, США (1975)[15]
- Котону, Бенин (1967)[15]
- Ла-Пас, Боливия (1997)[15]
- Лилонгве, Малави (1984)[15]
- Лима, Перу (2020)[15]
- Ломе, Того (1966)[15]
- Лос-Анджелес, США (1979)[15]
- Маджуро, Маршалловы Острова (1999)[15]
- Манагуа, Никарагуа (1992)[15]
- Манила, Филиппины (1966)[15]
- Маршалл, США (1978)[15]
- Мбабане, Эсватини (1997)[15]
- Монровия, Либерия (1998)[15]
- Оклахома-Сити, США (1981)[20][15]
- Панама, Панама (1989)[15]
- Перт[вд], Австралия (1999)[21]
- Прага, Чехия (2020)[15]
- Претория, ЮАР (1983)[15]
- Рига, Латвия (2001)[15]
- Сан-Николас-де-лос-Гарса, Мексика (1997)[15]
- Сан-Сальвадор, Сальвадор (1993)[15]
- Сан-Франциско, США (2 февраля 1970)[16]
- Сан-Хосе, Коста-Рика (1984)[15]
- Санто-Доминго, Доминиканская Республика (1970)[15]
- Сеул, Республика Корея (1968)[15]
- Тегусигальпа, Гондурас (1974)[15]
- Тэгу, Республика Корея (4 ноября 2010)[16][22]
- Уагадугу, Буркина-Фасо (2008)[15]
- Улан-Батор, Монголия (1997)[15]
- Улан-Удэ, Россия (1996)[23][15]
- Финикс, США (1979)[15]
- Хьюстон, США (1961)[15]

### Города-партнёры
- Анкоридж, США (1997)

### Дружественные города
- Перт, Австралия (1999)
- Округ Ориндж, США (2000)

## Галерея
- Тайбэй ночью
- Вход в Мемориал Чан Кайши
- Гранд-отель в Тайбэе
- Президентский дворец
- Квартал Симэньдин ночью
- Вид на Тайбэй
- Геотермальный источник в районе Бэйтоу
- Тайбэйская соборная мечеть
- Национальный театр и Национальный концертный зал в Тайбэе
- Музей современного искусства
- Астрономический музей Тайбэя

### Комментарии
1. ↑  также встречаются ошибочные варианты Тайбей и Тайпей